# Saint-Martin-la-Garenne
Saint-Martin-la-Garenne är en kommun i departementet Yvelines i regionen Île-de-France i norra Frankrike. Kommunen ligger i kantonen Limay som tillhör arrondissementet Mantes-la-Jolie. År 2022 hade Saint-Martin-la-Garenne 947 invånare.

## Befolkningsutveckling
Antalet invånare i kommunen Saint-Martin-la-Garenne
| Referens: INSEE |